# Río Tascadero
Río Tascadero är ett vattendrag i Chile.   Det ligger i regionen Región de Coquimbo, i den centrala delen av landet, 270 km norr om huvudstaden Santiago de Chile.
Omgivningarna runt Río Tascadero är i huvudsak ett öppet busklandskap. Runt Río Tascadero är det glesbefolkat, med 8 invånare per kvadratkilometer.